# Mitsuo Watanabe
Mitsuo Watanabe (渡辺 三男 Watanabe Mitsuo?,  nacido el 4 de junio de 1953 en Tochigi) es un exfutbolista japonés que se desempeñaba como centrocampista.
Watanabe jugó 28 veces y marcó 4 goles para la Selección de fútbol de Japón entre 1974 y 1979. Watanabe fue elegido para integrar la selección nacional de Japón para los Juegos Asiáticos de 1974.

## Trayectoria

### Clubes
| Club              | País  | Año         |
| ----------------- | ----- | ----------- |
| Fujita Industries | Japón | 1972 - 1983 |

### Selección nacional
| Selección | País  | Año         |
| --------- | ----- | ----------- |
| Absoluta  | Japón | 1974 - 1979 |

## Estadística de equipo nacional
| Selección de Japón | Selección de Japón | Selección de Japón |
| Año                | Part.              | Goles              |
| ------------------ | ------------------ | ------------------ |
| 1974               | 7                  | 1                  |
| 1975               | 12                 | 3                  |
| 1976               | 3                  | 0                  |
| 1977               | 0                  | 0                  |
| 1978               | 0                  | 0                  |
| 1979               | 6                  | 0                  |
| Total              | 28                 | 4                  |

## Palmarés

### Títulos nacionales
| Título              | Club              | País  | Año  |
| ------------------- | ----------------- | ----- | ---- |
| Japan Soccer League | Fujita Industries | Japón | 1977 |
| Copa del Emperador  | Fujita Industries | Japón | 1977 |
| Japan Soccer League | Fujita Industries | Japón | 1979 |
| Copa del Emperador  | Fujita Industries | Japón | 1979 |
| Japan Soccer League | Fujita Industries | Japón | 1981 |